# 拟绒线藻属
拟绒线藻属（学名：Dasyopsis）为绒线藻科的一个属。现为 Eupogodon Kützing, 1845的异名。

## 下级分类
本属包括以下物种：
- 拟绒线藻 Dasyopsis pilosa Weber Bosse, 1923 为 Dasya anastomosans (Weber Bosse) M.J.Wynne, 2002异名